# Setopus abarbita
Setopus abarbita is een buikharige uit de familie Dasydytidae. Het dier komt uit het geslacht Setopus. Setopus abarbita werd in 1963 voor het eerst wetenschappelijk beschreven door Visvesvara. 